# Pilot 790 SE
Pilot 790 SE är en svensk snabbgående lotsbåt som byggdes 2007 av Marine Alutech Oy Ab i Tykö i Finland och levererades i maj 2007 till Sjöfartsverket i Norrköping. Pilot 790 SE stationerades först vid Västkustens Sjötrafikområde men flyttades 2008 till Kalmar lotsplats.